# آنا إل. بيترسون
آنا إل. بيترسون (بالإنجليزية: Anna L. Peterson)‏ هي مربية أمريكية، ولدت في 1963.